# Mariano Biondi (calciatore)
Mariano Biondi Azcurra (Buenos Aires, 22 agosto 1950 – Buenos Aires, 1º luglio 2015) è stato un calciatore e allenatore di calcio argentino, di ruolo Centrocampista.

## Carriera
Ha giocato nel Club Atlético Temperley, nel Club Atlético Independiente, nel Club Atlético San Lorenzo de Almagro, nel Club Atlético Tigre e nel Liga Deportiva Universitaria de Portoviejo.
Il suo debutto è avvenuto nel 1970 all'età di 19 anni nel Club Atlético Temperley ed in totale ha giocato 123 partite segnando 23 gol.
Nel 2011 è diventato coordinatore generale della Liga Deportiva Universitaria in Ecuador.

## Palmarès

### Club

#### Competizioni nazionali
- Campionato argentino: 2

Independiente: 1977, 1978